# Elviss Krastins
Elviss Krastins (ur. 15 września 1994 w Siguldzie) – fiński siatkarz, grający na pozycji przyjmującego, reprezentant Finlandii.
Jego ojciec Uģis Krastiņš w przeszłości był siatkarzem a od kilku lat jest trenerem. Jego mama ma na imię Anzelika oraz ma starszą siostrę o imieniu Anete.

## Przebieg kariery
| Lata                      | Klub                     |
| ------------------------- | ------------------------ |
| 2010–2016                 | Valepa Sastamala         |
| 2016–2017                 | Volley Precura Antwerpia |
| 2017–2018                 | Asseco Resovia Rzeszów   |
| 2018–2019                 | Arago de Sète            |
| 2019–2020 (do 12.01.2020) | Arhavi Belediyesi Spor   |
| 2020 (od 14.01.2020)      | Nice VB                  |
| 2020–2021                 | Raision Loimu            |

## Sukcesy klubowe
Mistrzostwo Finlandii:
- 2012, 2014
- 2011, 2016
- 2013, 2015

Puchar Finlandii:
- 2013